# ヘルヴィムの歌

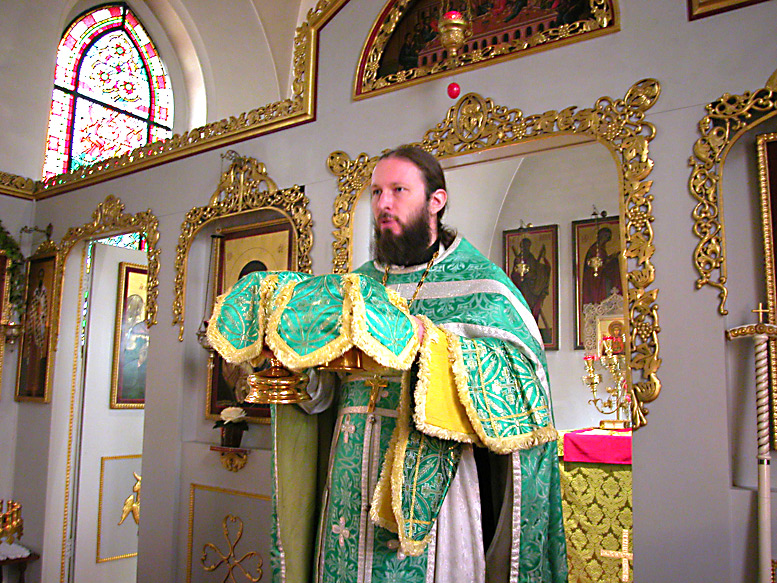
大聖入で司祭が生者・永眠者を記憶する場面（デュッセルドルフの生神女庇護教会、2009年）。この場面を挟むようにして、ヘルヴィムの歌が歌われる。

ヘルヴィムの歌（ヘルヴィムのうた、ギリシア語: Χερουβικός Ύμνος、ロシア語: Херувимская песнь、英語: Cherubic Hymn）は、正教会の聖体礼儀で大聖入の際に歌われる祈祷文・聖歌である。主にスラヴ系の正教会で多くの作曲家（例としてチャイコフスキーなど）がこの祈祷文に作曲を行い、一部は実際に聖体礼儀で使われているが、作曲者不詳の伝統的な聖歌もギリシャ系・スラヴ系・その他の正教会で広く用いられている。
ヘルヴィムとはケルビムの現代ギリシャ語・教会スラヴ語読みであり、天使の名である。

## 概要
聖体礼儀における大聖入と呼ばれる部分で歌われる。聖体礼儀には様々な種別があるが、聖金口イオアン聖体礼儀、聖大ワシリイ聖体礼儀のいずれでも歌われる（ただし先備聖体礼儀では歌われない）。

### 大聖入・ヘルヴィムの歌の意味

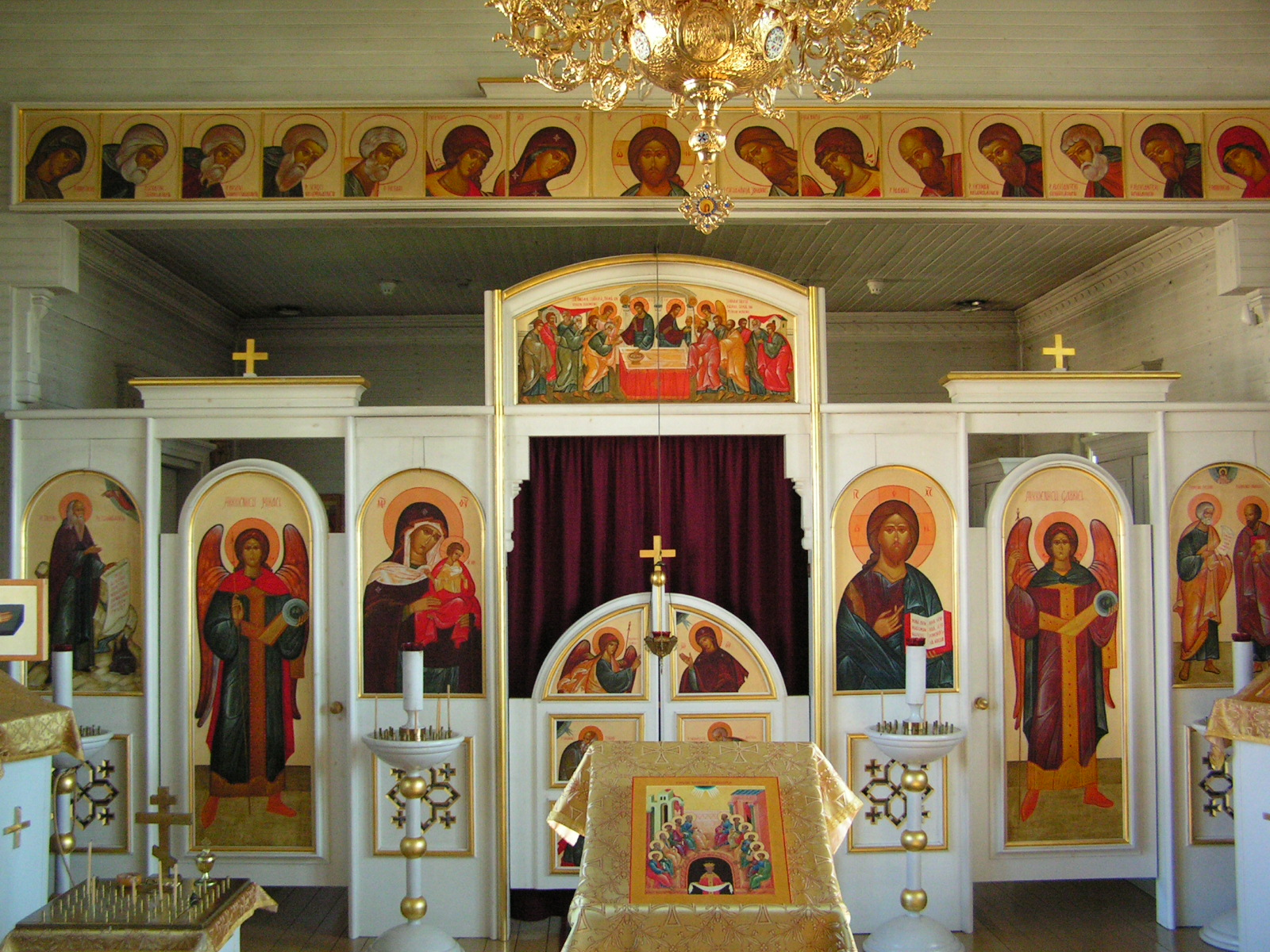
イコノスタシス。中央の出入り口が王門、左側が北門、右側が南門。

聖体礼儀の中盤、信者の礼儀に入って2つの連祷を経たあと、奉献台から寶座（宝座）にパンと葡萄酒が移される。このとき、神品（しんぴん・正教会の聖職者）が祭品（さいひん）としてのパンと葡萄酒の入った器物を高く掲げ、イコノスタシスの北門を経て至聖所から出て、王門前に整列する。王門前で国家の指導者・正教会の主教・全正教徒をはじめとして、生者・死者の名を挙げて記憶の祈りを適宜行ったのち、神品は王門から祭品を掲げつつ至聖所に入り、祭品を寶座上に安置する。これを大聖入という。
大聖入はイイスス・ハリストスの受難と死を象る祭品の移動である。このとき、信徒が天使とともに奉神礼に参与している事、信徒は天使ヘルヴィムに倣って敬虔にこれに対すべき事、これらを記憶するために歌われて祈られるのがヘルヴィムの歌である。

### 聖歌・作曲家

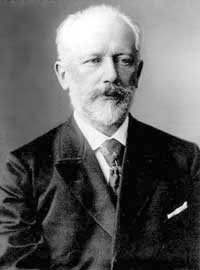
チャイコフスキー

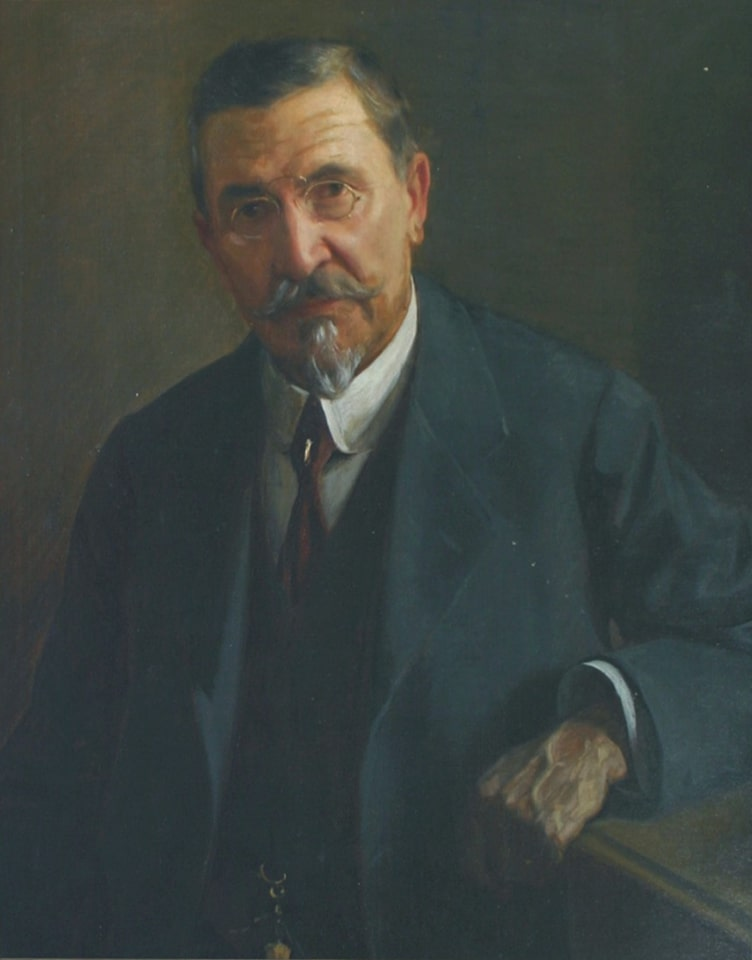
モクラーニャッツ

ヘルヴィムの歌には他の多くの正教会聖歌と同様、一部には聖人・聖職者などによる作曲と伝えられているものも存在していたが、近世以降に西欧文化の影響を受けるまでは世俗曲を作曲する作曲家による歌は存在せず、聖歌作曲・音楽継承は匿名性の高いものであった（西方教会も中世までは似た事情であったが、作曲家による聖歌作成の多くは東方教会よりも早く行われた）。現在でも正教会においてはヘルヴィムの歌に限らず、作曲家不詳の伝統的旋律に基づいた聖歌が何通りか伝えられ、各地方・各修道院の伝統を色濃く継承しつつ広く歌われている。
しかしながら西欧文化の影響を受けて以降、多くの作曲家がヘルヴィムの歌を作曲した。そうした作曲家の多くは他の正教会聖歌も手がけており、正教会聖歌作曲家のカテゴリに挙げられる作曲家の殆どがヘルヴィムの歌を作曲している。特に近世以降、ウクライナ、ロシア、セルビア、ブルガリア、ルーマニアなどにこうした作曲家が多く出現した。こうした作曲家の中には、ボルトニャンスキー、チャイコフスキー、ニコライ・リムスキー＝コルサコフ、モクラーニャッツ、フリストフ、ラフマニノフのように世俗音楽の領域で活躍した者もいれば、アルハンゲルスキー、チェスノコフのように、その音楽活動の殆どが正教会聖歌に占められているような者もいる。
日本人では金須嘉之進がヘルヴィムの歌を作曲している。
聖体礼儀にヘルヴィムの歌は含まれているため、当然のことながら聖体礼儀の全曲を作曲した作曲家は、ヘルヴィムの歌も作曲していることになる。

## 祈祷文
- 日本語（日本正教会訳の祈祷文[2]）: 我等奥密にしてヘルヴィムを像り、聖三の歌を生命を施す三者に歌ひて、今此の世の慮りを悉く退く可し。神使の軍の見えずして荷ひ奉る萬有の王を戴かんとするに縁る「アリルイヤ」「アリルイヤ」「アリルイヤ」
- ギリシア語: Οἱ τὰ Χερουβεὶμ μυστικῶς εἰκονίζοντες, καὶ τῇ ζωοποιῷ Τριάδι τὸν τρισάγιον ὕμνον προσᾴδοντες, πᾶσαν τὴν βιοτικὴν ἀποθώμεθα μέριμναν. Ὡς τὸν Βασιλέα τῶν ὅλων ὑποδεξόμενοι, ταῖς ἀγγελικαῖς ἀοράτως δορυφορούμενον τάξεσιν. Ἀλληλούϊα. Ἀλληλούϊα. Ἀλληλούϊα.
- 教会スラヴ語: Иже Херувимы тайно образующе и Животворящей Троице Трисвятую песнь припевающе, всякое ныне житейское отложим попечение. Яко да Царя всех подымем, ангельскими невидимо дориносима чинми. Аллилуиа, аллилуиа, аллилуиа.